# Jessy de Smet

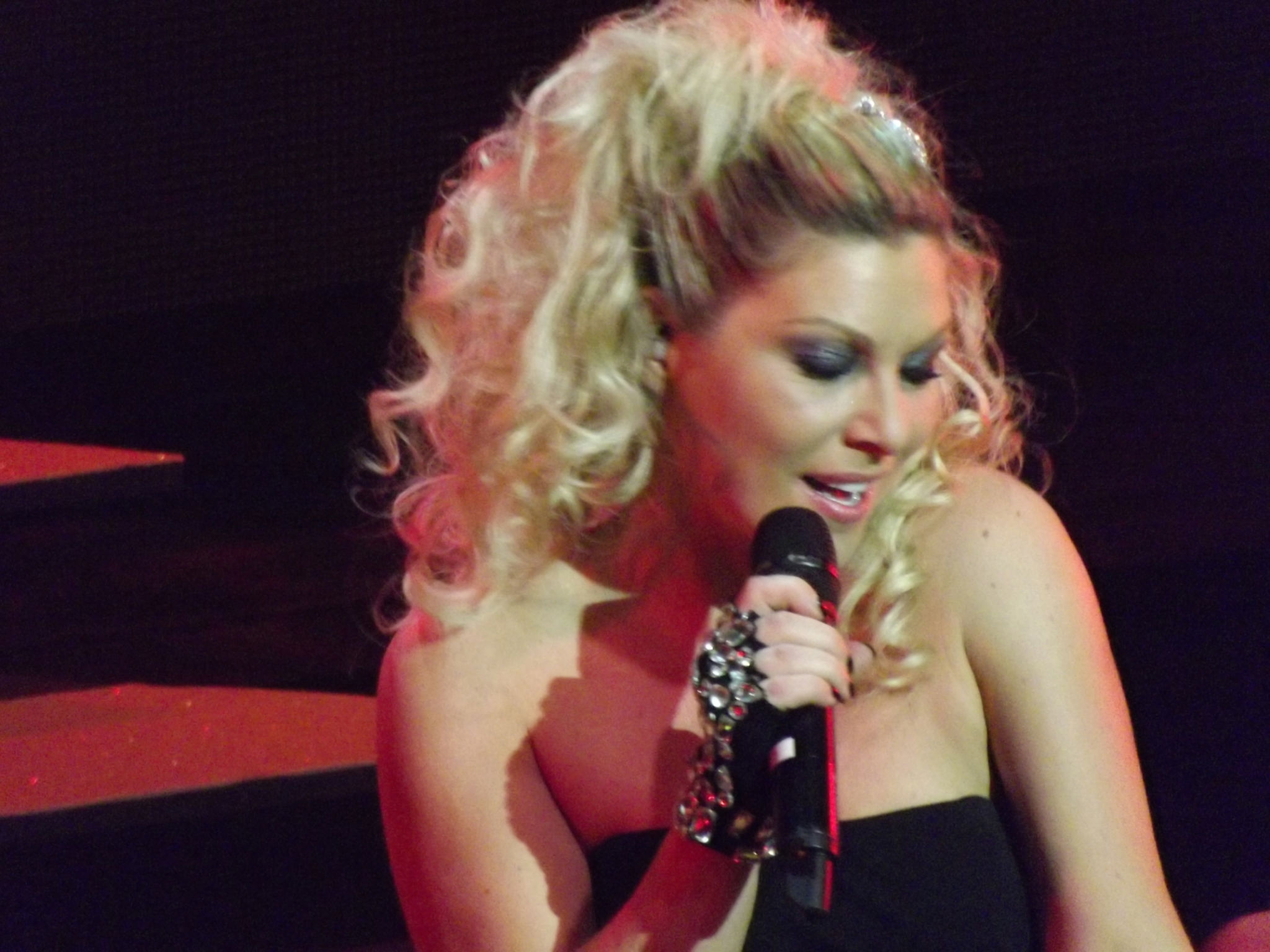
Jessy de Smet (2013)

Jessy de Smet (* 8. Juli 1976 in Zottegem) ist eine belgische Trance-Sängerin. Unter ihrem Künstlernamen Jessy arbeitete sie unter anderem mit „The Mackenzie“ zusammen, bevor sie ihre Solo-Karriere startete. Hierbei entstanden einige Hits in Belgien und Großbritannien.

## Leben
In ihrer Zeit mit „The Mackenzie“ hatte sie in Belgien die Hits Innocence, All I Need und Alive. Ihr Album Angel gewann damals den „Belgian TMF Award“ für das beste Album.
2002 veröffentlichte sie ihre erste Solo-Single unter dem Titel Look @ Me Now. Kurz darauf, im Jahr 2003, veröffentlichte sie die französische Version dieses Lieds namens Regardez-Moi. Es folgten die Singles Head Over Heels, How Long, Silent Tears und Dancing In The Dark. Im Jahr 2004 kam in Belgien das u. a. von Regi Penxten produzierte Album Rain in den Handel. De Smet schrieb fast alle Stücke auf diesem Album selbst.
2005 veröffentlichte sie die Single My Star mit Verheyen & Vanvaeck.
Seit Sommer 2006 arbeitet sie mit Micky Modelle zusammen. 2006 veröffentlichten sie einen Remix von Dancing in the Dark. Das Stück wurde ein großer Erfolg in Großbritannien. 2007 veröffentlichten sie die Single Over You, ein Remix von I’ll Get Over You aus dem Album Rain. Im Sommer 2007 wurde ihre Cover-Version des Maria-McKee-Hits Show Me Heaven ein kleiner Erfolg.
Ein Album mit Micky Modelle ist ebenso angekündigt wie ein weiteres Album für die belgischen Fans. Die nächste Single wurde ein Song namens Getting Out, ein Duett mit Linda Mertens von Milk Inc., die auch privat mit de Smet befreundet ist.
Sie arbeitet seit Ende 2008 mit verschiedenen Produzenten an einem neuen Album. Das Album mit Micky Modelle wurde offensichtlich vorerst auf Eis gelegt. Die erste Single aus diesem Album trägt den Titel I Can’t Get Enough.
Jessy de Smet ist eine der wenigen Dance-Künstlerinnen, die live singen.

## Diskografie

### Alben
| Jahr | Titel                                  | Höchstplatzierung, Gesamtwochen, AuszeichnungChartsChartplatzierungen (Jahr, Titel, Platzierungen, Wochen, Auszeichnungen, Anmerkungen) | Anmerkungen                                         |
| Jahr | Titel                                  | BEF | Anmerkungen                                         |
| ---- | -------------------------------------- | --- | --------------------------------------------------- |
| 1999 | Angel                                  | BEF1 (19 Wo.)BEF | mit The Mackenzie                                   |
| 2004 | Rain                                   | BEF46 (8 Wo.)BEF |                                                     |
| 2011 | The Ultimate Jessy – Best Of 1995-2012 | BEF33 (24 Wo.)BEF | Kompilation Erstveröffentlichung: 25. November 2011 |
| 2012 | Live & Acoustic for MNM 90’s Café      | — | EP Erstveröffentlichung: 10. April 2012             |
| 2015 | Glorious                               | BEF47 (2 Wo.)BEF | Erstveröffentlichung: 1. Mai 2015                   |

### Singles
| Jahr | Titel Album                                                     | Höchstplatzierung, Gesamtwochen, AuszeichnungChartsChartplatzierungen (Jahr, Titel, Album, Platzierungen, Wochen, Auszeichnungen, Anmerkungen) | Anmerkungen |
| Jahr | Titel Album                                                     | BEF | Anmerkungen |
| ---- | --------------------------------------------------------------- | --- | --- |
| 1995 | Arpegia (Without You) –                                         | — | mit The Mackenzie |
| 1997 | You Got to Get Up - Love Angel                                  | — | mit The Mackenzie |
| 1998 | I Am Free Angel                                                 | BEF26 (5 Wo.)BEF | mit The Mackenzie |
| 1998 | Innocence Angel                                                 | BEF6 Gold · (24 Wo.)BEF | mit The Mackenzie |
| 1998 | Falling in Love Angel                                           | BEF4 Gold · (12 Wo.)BEF | mit The Mackenzie |
| 1998 | Alive Angel                                                     | BEF7 (14 Wo.)BEF | mit The Mackenzie |
| 1999 | Out of Control Angel                                            | BEF10 (7 Wo.)BEF | mit The Mackenzie |
| 1999 | The Rain –                                                      | BEF12 (11 Wo.)BEF | mit The Mackenzie |
| 1999 | Emotions –                                                      | BEF23 (5 Wo.)BEF | mit The Mackenzie |
| 2000 | Be My Lover –                                                   | BEF25 (4 Wo.)BEF | mit The Mackenzie |
| 2000 | For You –                                                       | BEF20 (9 Wo.)BEF | mit The Mackenzie |
| 2000 | All I Need –                                                    | BEF6 (17 Wo.)BEF | mit The Mackenzie |
| 2001 | Walk Away –                                                     | BEF25 (5 Wo.)BEF | mit The Mackenzie |
| 2002 | Look @ Me Now Rain                                              | BEF8 (20 Wo.)BEF | |
| 2003 | Regardez-moi –                                                  | — | Französische Version von Look @ Me Now                                                                                      |
| 2003 | Head Over Heels Rain                                            | BEF11 (14 Wo.)BEF | |
| 2004 | How Long (Point of No Return) Rain                              | BEF19 (8 Wo.)BEF | |
| 2004 | Silent Tears Rain                                               | BEF14 (8 Wo.)BEF | |
| 2004 | Dancing in the Dark Rain                                        | BEF41 (8 Wo.)BEF | |
| 2005 | My Star The Ultimate Jessy - Best Of 1995-2012                  | BEF27 (11 Wo.)BEF | mit Verheyen & Vanvaeck |
| 2006 | Dancing in the Dark The Ultimate Jessy - Best Of 1995-2012      | — | vs. Micky Modelle; Remix von Dancing In The Dark aus dem Album Rain                                                         |
| 2007 | Over You –                                                      | — | vs. Micky Modelle; Remix von I’ll Get Over You aus dem Album Rain                                                           |
| 2007 | Show Me Heaven –                                                | — | vs. Micky Modelle; Original: Maria McKee (1990)                                                                             |
| 2007 | Getting Out The Ultimate Jessy - Best Of 1995-2012              | BEF45 (2 Wo.)BEF | mit Linda Mertens Erstveröffentlichung: 21. Dezember 2007                                                                   |
| 2008 | Stop The Game –                                                 | — | Erstveröffentlichung: 24. Juni 2008                                                                                         |
| 2009 | I Can’t Get Enough –                                            | — | mit Michael Beltran Erstveröffentlichung: 30. April 2009                                                                    |
| 2010 | Missing The Ultimate Jessy - Best Of 1995-2012                  | BEF16 (3 Wo.)BEF | Original: Everything but the Girl (1994) Erstveröffentlichung: 19. Februar 2010                                             |
| 2010 | All Is Love The Ultimate Jessy - Best Of 1995-2012              | — | mit Sash!; nur als Download Erstveröffentlichung: 23. Juli 2010                                                             |
| 2010 | Please Forgive Me –                                             | — | mit Manuel MS; nur als Download Erstveröffentlichung: 18. Oktober 2010                                                      |
| 2011 | Think About The Way 2011 The Ultimate Jessy - Best Of 1995-2012 | BEF37 (4 Wo.)BEF | mit DJ Rebel; nur als Download; Original: Ice MC (1994) Erstveröffentlichung: 1. April 2011 in BE                           |
| 2011 | Angel The Ultimate Jessy - Best Of 1995-2012                    | BEF35 (5 Wo.)BEF | mit Kaliq Scott und DJ Rebel; nur als Download Erstveröffentlichung: 4. November 2011 in BE                                 |
| 2011 | Move Your Body –                                                | — | mit X-Tof; nur als Download Erstveröffentlichung: 21. Dezember 2011                                                         |
| 2012 | Innocence '12 –                                                 | BEF7 (10 Wo.)BEF | mit Abie Flinstone; nur als Download; Remix von Innocence aus dem Album Angel durch Regi Erstveröffentlichung: 4. März 2012 |
| 2012 | Missing Live & Acoustic for MNM 90's Café                       | BEF28 (2 Wo.)BEF | mit Dennis Fantina; nur als Download; Original: Everything but the Girl (1994) Erstveröffentlichung: 30. März 2012          |
| 2012 | Impossible –                                                    | BEF25 (8 Wo.)BEF | mit Ian Prada; nur als Download Erstveröffentlichung: 9. Juli 2012                                                          |
| 2013 | Nothing at All –                                                | BEF10 (6 Wo.)BEF | Erstveröffentlichung: März 2013                                                                                             |
| 2013 | Bring Me Back To Life –                                         | — | mit Wolfpack Erstveröffentlichung: Oktober 2013                                                                             |
| 2014 | Beautiful –                                                     | — | Erstveröffentlichung: 17. Februar 2014                                                                                      |
| 2014 | Stars –                                                         | — | mit Ian Prada und Gregoir Cruz Erstveröffentlichung: 6. Oktober 2014                                                        |
| 2014 | Salvation –                                                     | BEF35 (6 Wo.)BEF | mit DJ F.R.A.N.K. Erstveröffentlichung: 15. Dezember 2014                                                                   |